# HTC Vive
HTC Vive ist ein Virtual Reality-Headset, das von HTC in Kooperation mit Valve produziert wird. Es wurde am 1. März 2015 im Vorfeld der Mobile World Congress während der Präsentation von HTC vorgestellt. Es gehört zu HTCs RE-Serie und zu Valves SteamVR-Projekt. Die offizielle Markteinführung fand im April 2016 statt, nachdem eine neue Generation der VR-Brille auf der CES 2016 vorgestellt worden war.

## Entwicklung
Bereits seit 2012 arbeitete Valve an Grundlagenforschung für virtuelle Realität und teilte Erkenntnisse daraus mit dem Hersteller Oculus. Im Januar 2014 kündigte Valve die SteamVR-Plattform an und demonstrierte einen „Valve VR Room“ getauften Prototyp, mit dem die Nutzer im Raum herumgehen konnten. Am 23. Februar 2015 kündigte Valve an, ein SteamVR-System auf der geplanten Game Developers Conference zeigen zu wollen. Das Head-Mounted Display (HMD) wurde am 1. März 2015 auf der Mobile World Congress von HTC vorgestellt.
Die HTC Vive wurde zwischen dem 21. und 23. April 2015 auch auf der Quo Vadis Game Developer Conference in Berlin präsentiert. Eine öffentliche Präsentation mit der Möglichkeit zum Ausprobieren für Endkunden gab es auf der Gamescom im August 2015 in Köln.

## Lighthouse
Lighthouse ist eine von Valve entwickelte Tracking-Technologie mittels Infrarot-Laser der Klasse 1. Die Basisstationen senden Laserstrahlen aus, die von Photosensoren auf dem Headset und den Controllern erkannt werden. Basierend auf der zeitlichen Differenz zwischen dem Auftreffen der Laserstrahlen auf den jeweiligen Sensoren kann der Computer die exakte Position und Orientierung des Geräts errechnen. Die Basisstationen benötigen ausschließlich Strom und müssen nicht mit dem Headset oder Computer kommunizieren. Um fehlerfreies Tracking in einem Feld von 360 Grad zu ermöglichen, werden zwei Basisstationen mitgeliefert, die am besten in entgegengesetzten Ecken des Raums angebracht werden sollten. Damit ist eine Positionserkennung in einem Bereich von etwa 4,5 m × 4,5 m möglich. Unter diesem Aspekt schneidet HTC Vive mit seinem Lighthouse-System beim Tracking gegenüber Konkurrent Oculus Rift besser ab, da dieses mit nur einer Kamera ausgeliefert wird.

## Spezifikationen
Die HTC Vive bietet eine Auflösung von 1080 × 1200 Pixeln pro Auge. Die Bildwiederholrate liegt dabei bei 90 Hz. Als Sensoren sind ein Gyrosensor, ein Beschleunigungsmesser und ein Laser-Positionsmesser verbaut. Die HTC Vive bietet dabei ein 360-Grad-Erlebnis. Mittels zweier sogenannter „Steam-VR-Basisstationen“ – dem Lighthouse-System – wird die Position des Nutzers in einem Raum von maximal 25 Quadratmetern (5 m × 5 m) ermittelt. Mittels speziellen Game-Controllern wird eine Interaktion mit virtuellen Objekten ermöglicht.
Die HTC Vive bietet einen USB 2.0, einen USB 3.0, einen Kopfhöreranschluss und einen HDMI-Anschluss.

## Ausgliederung
Im Juni 2016 bestätigte die HTC Corporation ausdrücklich, dass die VR-Abteilung in die Tochtergesellschaft HTC Vive Tech Corporation ausgegliedert wird. HTC möchte damit das Ziel setzen, so leichter strategische Allianzen zu schließen.

Im Jahre 2025 übernahm Google Inc. die HTC-Teile, die Vive VR-Brillen entwickelten.